# Fuerza Aérea de la República de Vietnam
La Fuerza Aérea de la República de Vietnam (en vietnamita: Không lực Việt Nam Cộng hòa) fue la rama aérea de las Fuerzas Militares de la República de Vietnam. Constituyó la sexta mayor fuerza aérea del mundo hacia 1974 con más 60 000 efectivos y 2000 aeronaves.
Muchos miembros de la disuelta fuerza viven en Estados Unidos hasta hoy. Hasta 1956, la FAVS fue una fuerza pequeña y mal equipada. Entonces los Estados Unidos la ayudaba con helicópteros (en orden cronológico) de modelos H-19 Chickasaw y H-34 Choctaw. Al principio la FAVS solo recibió aviones entrenadores T-28 Trojan, que son para entrenamiento y solo pueden llevar pequeñas cargas de bombas. En 1965, la USAF llevó a cabo varias misiones en Vietnam con los bombarderos a reacción Martin B-57 Canberra. En octubre de 1965 llegaron los helicópteros UH-1 Huey con motor de turbina. La FAVS recibió los A-1 Skyraider, el A-37 Dragonfly, y el caza Northrop F-5 Freedom Fighter, un modelo de Northrop desarrollado especialmente para la exportación a las Fuerzas aéreas extranjeras. Hasta 1972 la FAVS manejaba 18 escuadrones de unos 500 helicópteros, una de las mayores escuadras de helicópteros de todo el Mundo. En aquel año el Presidente Nguyen Van Thieu pidió a sus aliados estadounidenses el envío del nuevo modelo de avión de caza F-4 Phantom, un caza revolucionario con una mayor carga de bombas que todos los modelos empleados por la FAVS hasta ese momento. Sin embargo, el Gobierno federal de los Estados Unidos negó esta petición a las autoridades survietnamitas.

## Organización
La Fuerza Aérea de la República de Vietnam se constituía por seis divisiones aéreas y 15 alas tácticas. Estas se componían por numerosos escuadrones. Los escuadrones tenían números según su tipo: escuadrones de observación (100), escuadrones de helicópteros (200), escuadrones de misiones especiales (300), escuadrones de transporte (400), escuadrones de caza (500), escuadrones anfibios (600), escuadrones de reconocimiento (700), escuadrones de ataque (800) y escuadrones de entrenamiento (900).

## Papel militar y gobierno de Vietnam del Sur

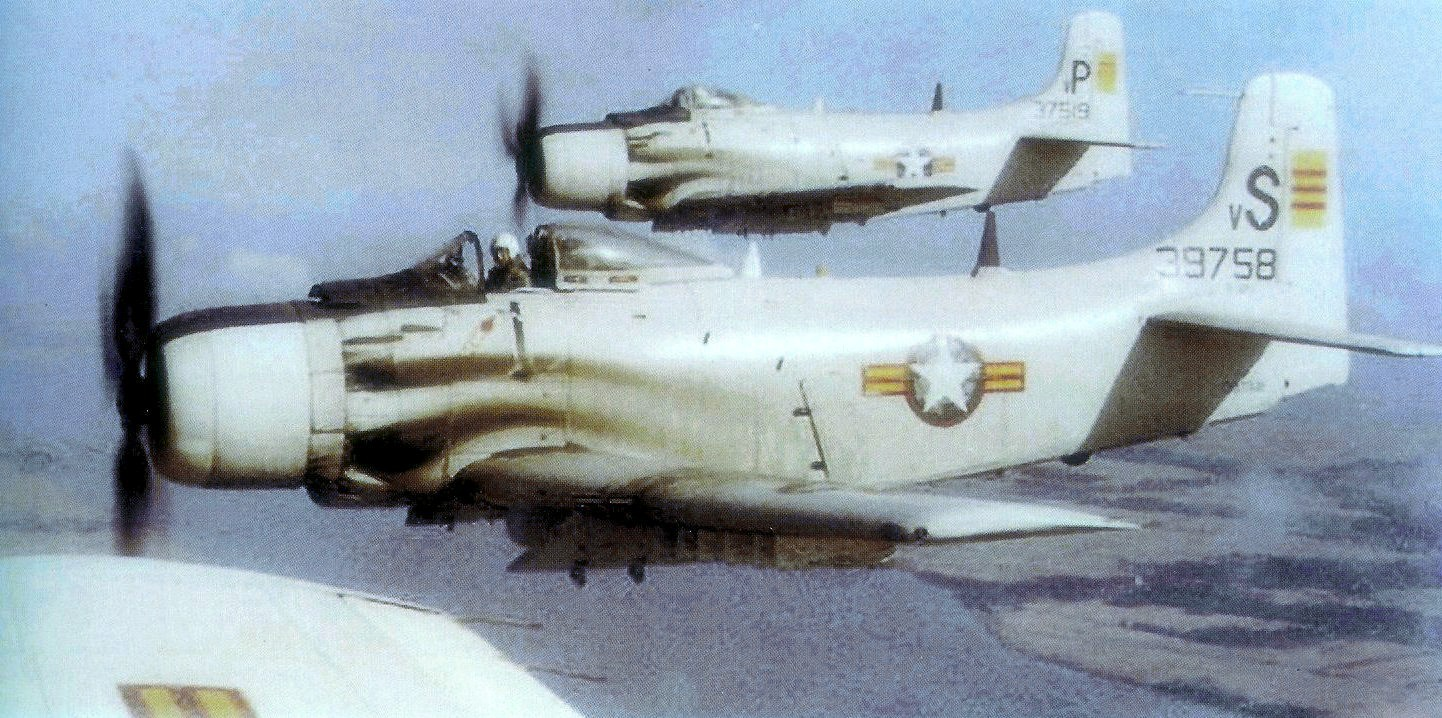
A-1H de la Fuerza Aérea de Vietnam del Sur del 520º Escuadrón de combate, Base Aérea de Binh Thuy.

Aunque la FAVS no sufría de las intrigas políticas que hubo en su servicio gemelo ERVN (el ejército de tierra), la Fuerza Aérea de Vietnam del Sur se había implicado en algunos episodios en los años 1960, turbulentos en Vietnam. El primero ocurrió el 27 de febrero de 1962, cuando dos pilotos de cazas A-1 bombardearon el Palacio Presidencial en Saigón para asesinar al Presidente Ngo Dinh Diem. El atentado fracasó, pero aumentó los sentimientos de sospecha entre las fuerzas armadas y el presidente, las primeras dirigiendo el golpe de estado que al fin derrocó el régimen de Diem en noviembre de 1963.
En febrero de 1965, mientras un golpe de los oficiales del ERVN contra el dictador militar Nguyen Khanh, el jefe de estado de la FAVS Nguyen Cao Ky ayudó en la huida de Khanh de Saigón a la base aérea Da Lat. Tras negociacones entre los dos lados, Ky acordó rendirse a los rebeldes y Khanh renunció su poderes dictatoriales.
En los años 1965-75, la FAVS tomó parte en todas las fases de la Guerra de Vietnam y los conflictos de los países vecinos Camboya y Laos. En abril de 1975, mientras la Ofensiva de Primavera en que cayó Vietnam del Sur por la conquista norteña, la FAVS luchaba en las batallas desesperadas en Long Khanh y Xuan Loc. Gracias al suministro de municiones a las fuerzas del ERVN y los bombardeos aéreos contra posiciones comunistas, pudieron infligir muchas bajas a las tropas del Ejército Popular de Vietnam (EPV, el ejército de Vietnam del Norte). Durante la caída de la capital, Saigón, un avión de combate AC-119 volaba sobre la ciudad asediada para defender el aeropuerto Tan Son Nhut, hasta que tropas del EPV lo derribaron con un misil SA-7, el primero usado en el conflicto.

## Aviones y helicópteros (1955-1975)

### Aviones de caza
| Aeronave                     | Fotografía | Origen         | Tipo                         | Fabricante           |
| ---------------------------- | ---------- | -------------- | ---------------------------- | -------------------- |
| Northrop F-5 Freedom Fighter |            | Estados Unidos | Avión de cazaCaza a reacción | Northrop Corporation |
| Grumman F8F Bearcat          |            | Estados Unidos | Avión de cazaCaza de émbolo  | Grumman Aerospace    |

### Aviones de contrainsurgencia, ataque a tierra y apoyo aéreo cercano
| Aeronave              | Fotografía | Origen         | Tipo                                            | Fabricante         |
| --------------------- | ---------- | -------------- | ----------------------------------------------- | ------------------ |
| Douglas A-1 Skyraider |            | Estados Unidos | Avión contrainsurgenciaAvión de ataque a tierra | Douglas            |
| Cessna A-37 Dragonfly |            | Estados Unidos | Avión contrainsurgenciaAvión de ataque a tierra | Cessna             |
| Douglas AC-47 Spooky  |            | Estados Unidos | Avión de ataque a tierraApoyo aéreo cercano     | Douglas            |
| Fairchild AC-119      |            | Estados Unidos | Avión de ataque a tierraApoyo aéreo cercano     | Fairchild Aircraft |

### Aviones de enlace, reconocimiento e inteligencia electrónica (ELINT)
| Aeronave               | Fotografía | Origen         | Tipo                                               | Fabricante      |
| ---------------------- | ---------- | -------------- | -------------------------------------------------- | --------------- |
| Cessna O-1 Bird Dog    |            | Estados Unidos | Avión de enlaceAvión de reconocimiento             | Cessna          |
| Cessna O-2 Skymaster   |            | Estados Unidos | Avión de reconocimientoControl aéreo avanzadoELINT | Cessna          |
| Morane-Saulnier MS-505 |            | Francia        | Avión de enlaceAvión de reconocimientoSTOL         | Morane-Saulnier |

### Aviones de entrenamiento
| Aeronave                   | Fotografía | Origen         | Tipo                              | Fabricante                   |
| -------------------------- | ---------- | -------------- | --------------------------------- | ---------------------------- |
| Pazmany PL-1               |            | Estados Unidos | Avión de entrenamiento            | Pazmany Aircraft Corporation |
| North American T-6 Texan   |            | Estados Unidos | Avión de entrenamiento            | North American Aviation      |
| North American T-28 Trojan |            | Estados Unidos | Avión de entrenamiento            | North American Aviation      |
| Cessna T-41 Mescalero      |            | Estados Unidos | Avión de entrenamiento            | Cessna                       |
| Cessna T-37 Tweet          |            | Estados Unidos | Avión de entrenamiento a reacción | Cessna                       |

### Aviones de transporte, comerciales, utilitarios e hidroaviones
| Aeronave                          | Fotografía | Origen         | Tipo                                         | Fabricante               |
| --------------------------------- | ---------- | -------------- | -------------------------------------------- | ------------------------ |
| Aero Commander 500                |            | Estados Unidos | Aeronave de transporte militar               | Aero Commander           |
| Douglas C-47 Skytrain             |            | Estados Unidos | Aeronave de transporte militar               | Douglas                  |
| Beechcraft Modelo 18              |            | Estados Unidos | Aeronave de transporte militar               | Beechcraft               |
| Fairchild C-119 Flying Boxcar     |            | Estados Unidos | Aeronave de transporte militar               | Fairchild Aircraft       |
| Fairchild C-123 Provider          |            | Estados Unidos | Aeronave de transporte militar               | Fairchild Aircraft       |
| Douglas DC-6                      |            | Estados Unidos | Avión comercial                              | Douglas                  |
| Republic RC-3 Seabee              |            | Estados Unidos | Hidroavión                                   | Republic Aviation        |
| Cessna 185                        |            | Estados Unidos | Avión utilitario                             | Cessna                   |
| Lockheed C-130 Hercules           |            | Estados Unidos | Avión de transporte táctico                  | Lockheed Martin          |
| CASA C-212 Aviocar                |            | España         | Avión de transporte tácticoPatrulla marítima | Airbus Defence and Space |
| Dassault MD 315 Flamant           |            | Francia        | Aeronave de transporte militar               | Dassault Aviation        |
| de Havilland Canada DHC-4 Caribou |            | Canadá         | Avión de transporte táctico                  | de Havilland Canada      |
| de Havilland Canada DHC-2 Beaver  |            | Canadá         | Avión utilitarioSTOL                         | de Havilland Canada      |

### Helicópteros militares
| Aeronave                        | Fotografía | Origen         | Tipo                                                      | Fabricante                |
| ------------------------------- | ---------- | -------------- | --------------------------------------------------------- | ------------------------- |
| Sud-Aviation SA316 Alouette III |            | Francia        | Helicóptero utilitario                                    | Sud Aviation              |
| Bell UH-1 Iroquois              |            | Estados Unidos | Helicóptero utilitarioEvacuación médicaHelicóptero armado | Bell Aircraft Corporation |
| Sikorsky H-19 Chickasaw         |            | Estados Unidos | Helicóptero utilitarioBúsqueda y rescate                  | Sikorsky                  |
| Sikorsky H-34 Choctaw           |            | Estados Unidos | Helicóptero militarGuerra antisubmarina                   | Sikorsky                  |
| Boeing CH-47 Chinook            |            | Estados Unidos | Helicóptero de transporte militar                         | Boeing                    |